# Jorge Géchem Turbay
Pour les articles homonymes, voir Turbay.
Jorge Eduardo Gechem Turbay, né en 1951 à Baraya, est un homme politique colombien membre au Parti libéral colombien.

## Enlèvement
Le 20 février 2002, alors qu'il  faisait campagne pour sa réélection comme sénateur, Gechem voyageait dans un avion de la compagnie colombienne Aires entre Bogota et Neiva, quand le vol fut détourné par des guérilleros des FARC qui obligèrent l'avion à atterrir près du village de Hobo.
Ils libérèrent tous les passagers et l'équipage de l'avion, sauf le sénateur Gechem, qui fut enlevé. Le même jour, le président colombien Andrés Pastrana annula le décret qui définissait une zone où des négociations humanitaires entre les FARC et le gouvernement devaient avoir lieu.

## Libération
L'état de santé de Gechem s'est détérioré au fil des années de détention. Dans une lettre transmise par les FARC comme preuve de vie, Gechem, souffrant d’un ulcère et d’une maladie du cœur, demandait à être incarcéré à Cuba comme prisonnier politique le temps de sa guérison, au lieu de rester dans la jungle.
Après six ans de captivité, les FARC annoncent que Gechem sera libéré avec Luis Eladio Pérez, Gloria Polanco et Orlando Beltrán Cuéllar. Les coordonnées du lieu de leur libération furent transmises au gouvernement du président vénézuélien Hugo Chávez et à la sénatrice colombienne Piedad Cordoba. Le gouvernement vénézuélien se chargea donc de la récupération des otages, le 28 février 2008.